# Mateusz Kijowski
Mateusz Kijowski, né le 12 décembre 1968  à Varsovie, est un informaticien, militant et blogueur polonais,,.

## Vie et activité

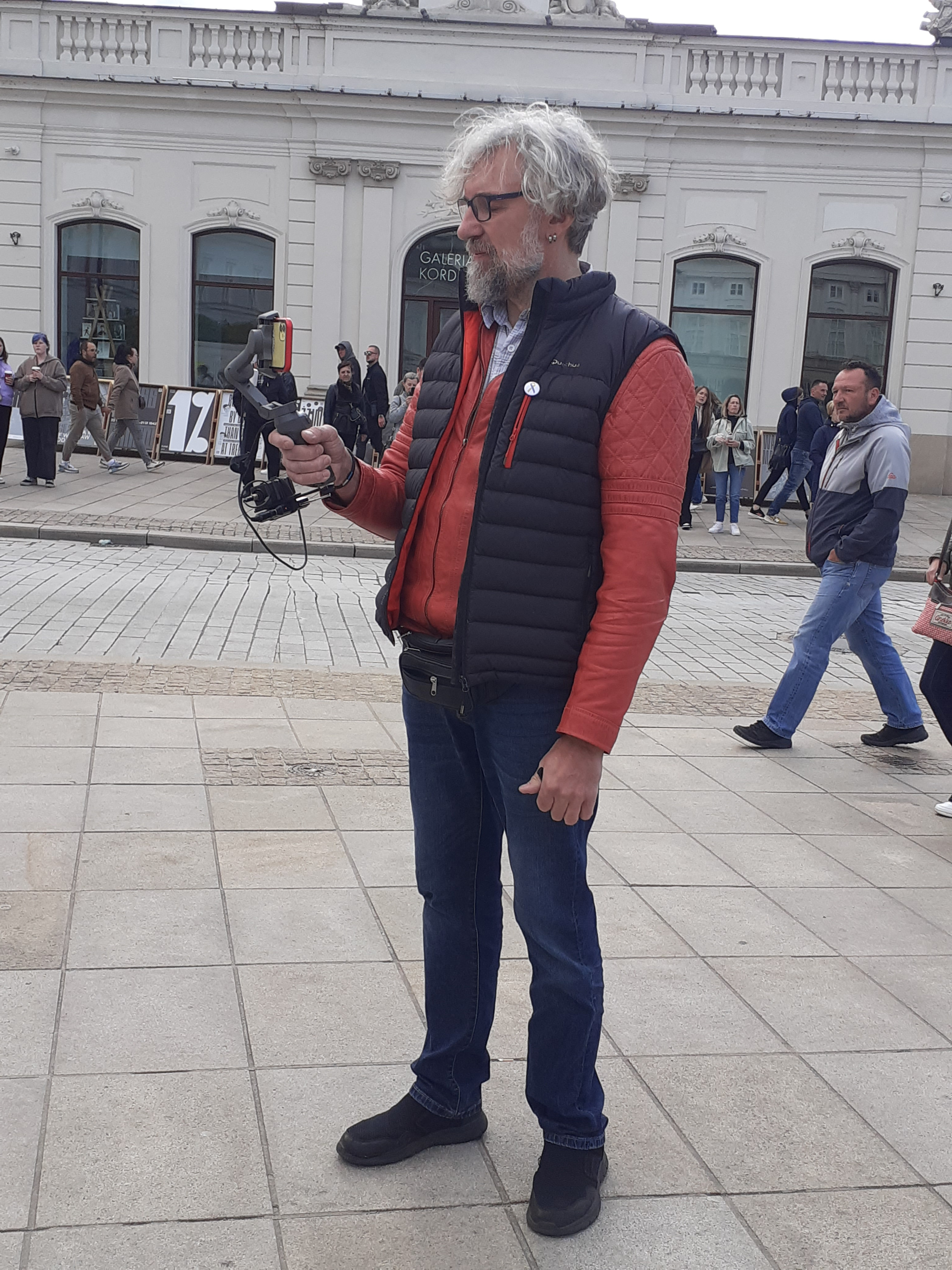
Mateusz Kijowski lors de l'enregistrement de la manifestation "Literiada" à Varsovie (2023).

Mateusz Kijowski commence des études de mathématiques à l’université de Varsovie, puis il s'oriente d’abord vers l’institut d'études sur la famille (pl) auprès de l’Académie de théologie catholique de Varsovie (pl), puis vers les études de journalisme. Il ne termine pas ses études et se consacre à une entreprise textile, où il est concepteur de sacs de couchage et de parkas en duvet. En 1991, il commence à travailler au service informatique du quotidien polonais Gazeta Wyborcza. En 1993, il commence une nouvelle activité dans un centre de formation en informatique, où il forme des administrateurs de réseaux. En 2000, il obtient un diplôme de l’École supérieure de gestion Polish Open University (pl) en gestion de l’information dans les affaires. Son mémoire a été consacré aux oscillateurs de la bourse (pl).
Il fait ses premiers pas de militant dans une organisation touristique auprès de sa paroisse, il milite dans le mouvement des pères, coorganisé la campagne « stopstopnop » contre la vaccination obligatoire des enfants. Il a été cofondateur de l’association « Stop au viol ».
Le 20 novembre 2015, il fonde, sur le fond d'une crise constitutionnelle sans précédent sur le réseau social Facebook, un groupe nommé Comité de défense de la démocratie qui a réuni 30 000 personnes au bout de trois jours. Le 2 décembre a eu lieu la première assemblée de l’association Comité de défense de la démocratie. Les statuts et un conseil d’administration provisoire, dont Kijowski a été élu président, sont votés. Mateusz Kijowski commence alors à recevoir des menaces, et la police lui accorde une protection rapprochée.
Le 3 décembre 2015, le KOD a organisé une manifestation de soutien au Tribunal Constitutionnel. Les manifestations suivantes ont eu lieu le 12 décembre 2015 à Varsovie et le 19 décembre 2015 dans plus de 20 grandes villes polonaises et dans plusieurs capitales européennes, aux États-Unis, au Canada et même au Japon.
En décembre 2015, l’Association de journalistes « Towarzystwo Dziennikarskie » lui décerne le Prix de la Liberté (Nagroda Wolności) pour l’activité citoyenne digne de la plus grande estime, en particulier pour l’organisation en très peu de temps de protestations pacifiques rassemblant des centaines de milliers de Polonais pour défendre la liberté et la démocratie.
Mateusz Kijowski s'est marié deux fois, il a quatre enfants.